# The Real Ghostbusters (computerspel uit 1993)
The Real Ghostbusters (Japans: ミッキーマウスIV 魔法のラビリンス; Mickey Mouse IV: Mahou no Labyrinth), ook wel Garfield Labyrinth, is een videospel voor de Gameboy, gebaseerd op de gelijknamige animatieserie. Het spel werd uitgebracht in 1993.

## Gameplay
De speler neemt de rol aan van Peter Venkman  (of Garfield, Odie of Mickey en Mini Mouse afhankelijk van de versie van het spel). Hij moet een aantal levels gevuld met puzzels doorlopen en onderweg spoken verslaan met behulp van bommen. Voor elk level geldt een tijdlimiet van 999 seconden. Als deze op 0 staat voor de speler bij het eind van het level is, resulteert dit in het verlies van een leven. Om een level uit te spelen moet de speler niet alleen de puzzels oplossen, maar ook een aantal sterren verzamelen. Voor elk gehaald level krijgt de speler een wachtwoord, waarmee hij de volgende keer direct aan het einde van dat level kan beginnen. Dit omdat het spel niet de mogelijkheid heeft een spel op te slaan. Het spel scrolt zijwaarts en het perspectief wordt getoond in de derde persoon.